# Apòfisi xifoide
L'apòfisi xifoide (o, senzillament, xifoide, i rarament anomenat com a apèndix xifoide, apèndix ensiforme o xifostern) és una petita extensió cartilaginososa de la part inferior de l'estèrnum, que sol estar ossificada en l'ésser humà adult. Als 15 a 29 anys, el xifoide generalment es fusiona amb el cos de l'estèrnum amb una articulació fibrosa. A diferència de l'articulació sinovial de les articulacions grans, no és movible. En els nadons i infants (especialment prims), la punta de l'apòfisi xifoide es pot veure com un bony sota de la forquilla esternal.